# Halocynthia aurantium
Halocynthia aurantium (лат.) — вид асцидий из отряда Stolidobranchia.

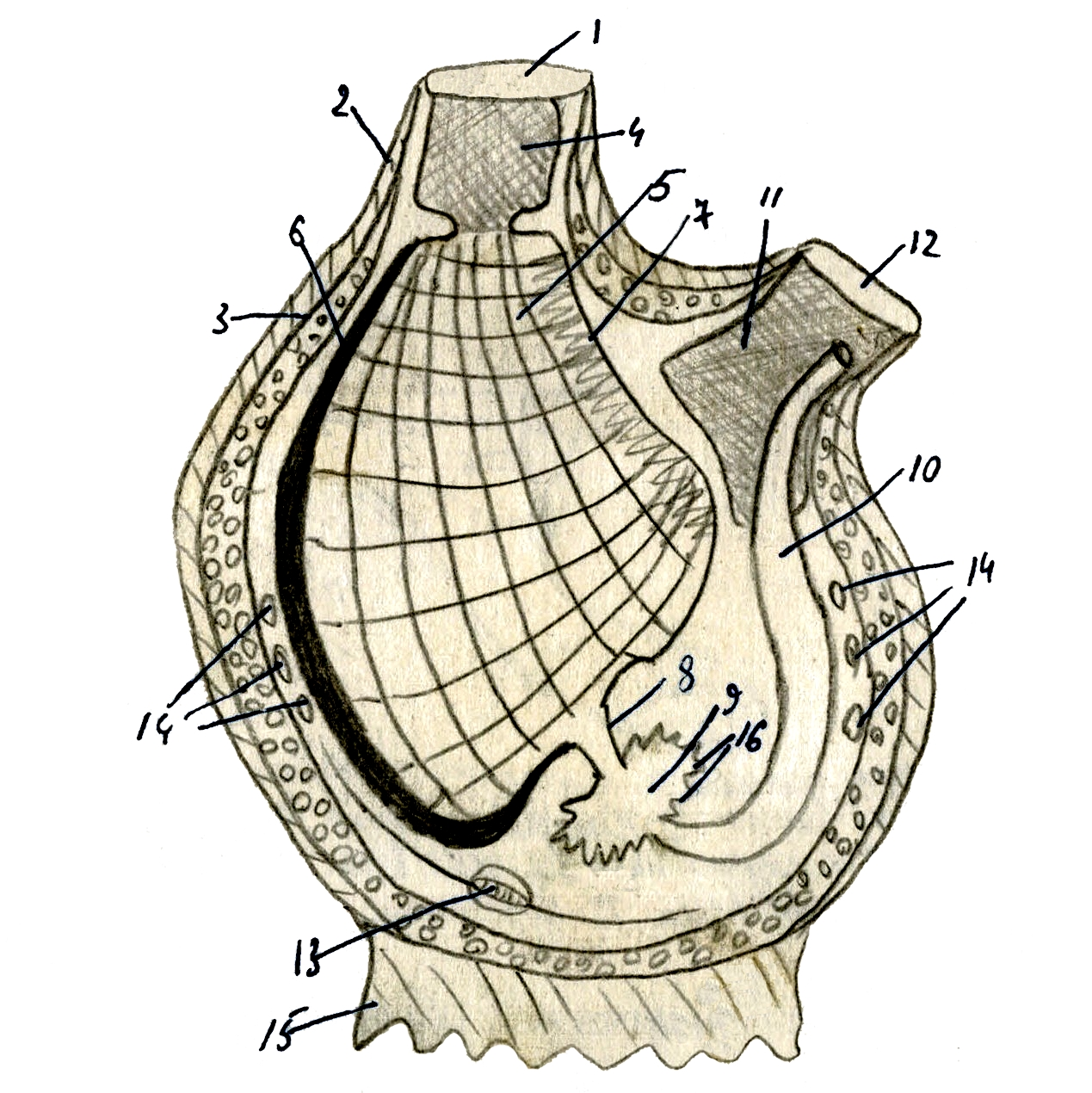
Внутреннее строение Halocynthia aurantium: 1 — ротовой сифон, 2 — туника, 3 — мантия, 4 — рот, 5 — глотка, 6 — эндостиль, 7 — спинная пластинка, 8 — пищевод, 9 — желудок, 10 — кишка, 11 — атриум, 12 — клоакальный сифон, 13 — сердце, 14 — почки накопления, 15 — подошва, 16 — печёночные выросты

Распространены в северной части Тихого океана от Арктики на севере до залива Пьюджет на юге, особенно же в Беринговом море на глубине от 40 до 100 м. Вырастают до 18 см в длину, тело бочкообразной формы. Цвет асцидии красный или оранжевый. Живут, прикрепившись к субстрату. Являются пищей крабов и морских звёзд.